# Mysterienvilla

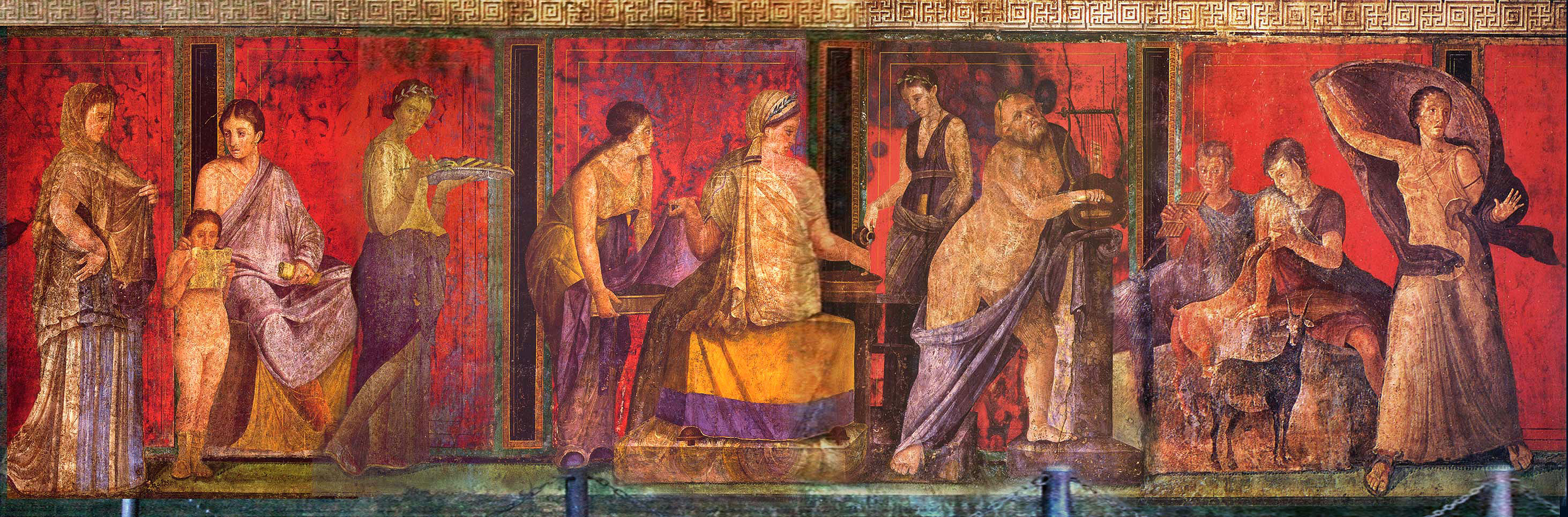
Fresko aus dem Mysteriensaal

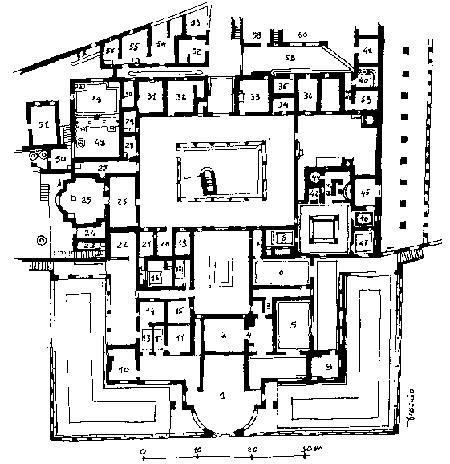
Grundriss der Villa

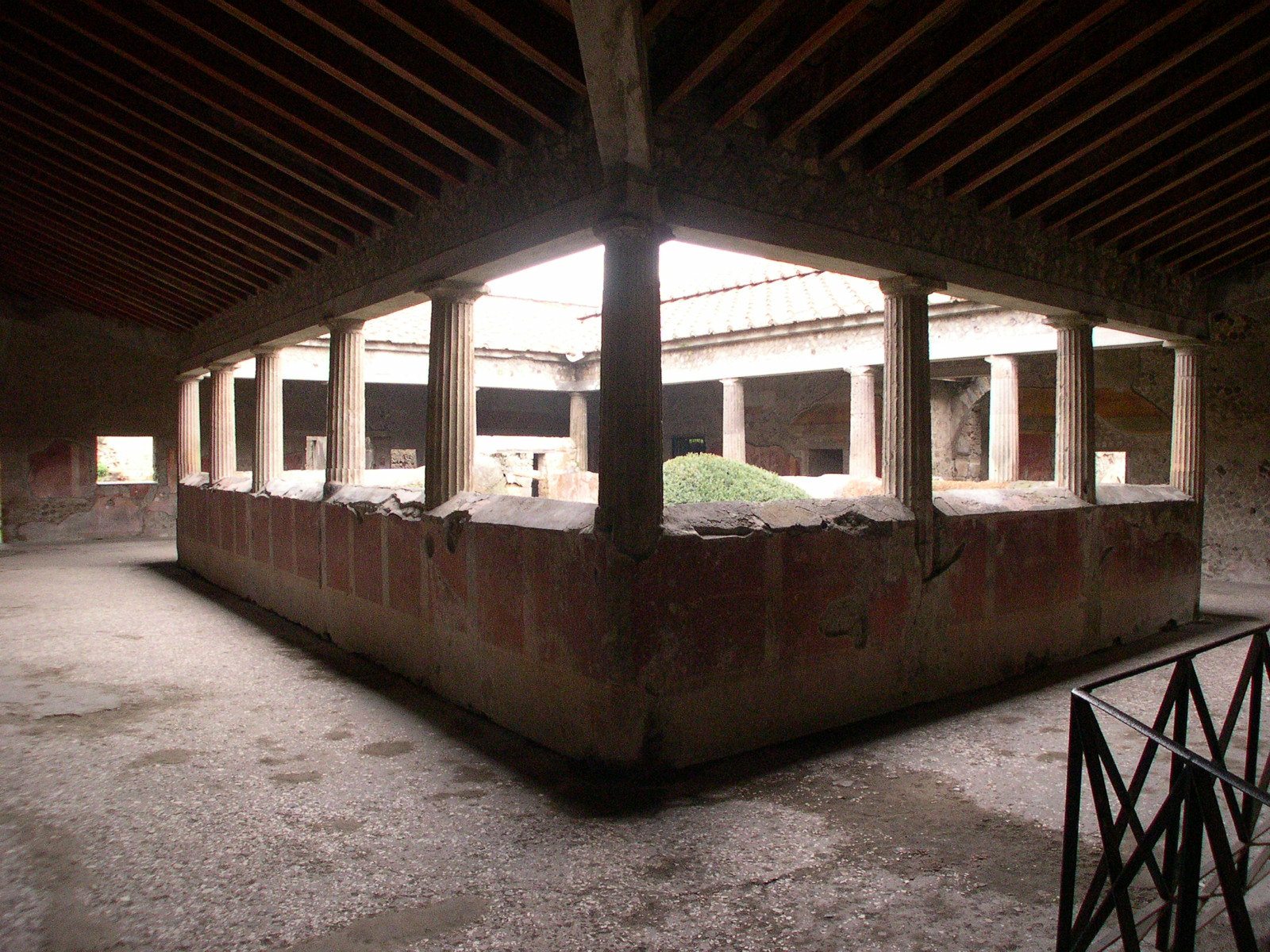
Peristyl

Die Mysterienvilla oder italienisch Villa dei Misteri (auch Villa Item in älterer Literatur) ist eine antike Villenanlage nahe Pompeji, die beim Ausbruch des Vesuv im Jahr 79 verschüttet wurde. Aufgrund der dort gefundenen Fresken mit Darstellungen dionysischer Mysterien ist die Villa einer der bedeutendsten Fundorte der klassischen Archäologie.
Die Villa liegt etwa 300 m nördlich der Porta di Ercolano. Im Westen gelangte man von der Via Superiore zur Villa, östlich verlief die Straße nach Oplontis, es ist aber nicht bekannt, ob es von dieser zur Villa einen Verbindungsweg gab. 
Die Villa suburbana (lateinisch für ‚Villa in Stadtnähe‘) hatte im 2. Jahrhundert v. Chr. einen klar gegliederten, achsensymmetrischen Grundriss, wurde aber später immer wieder vergrößert, umgebaut und aufgestockt. Nach dem Erdbeben von 62 n. Chr. wurde der landwirtschaftliche Teil der Villa vergrößert. 
Die Malereien im Triclinium (im Grundriss Raum 5), beinhalten Szenen aus der griechischen Mythologie. Eingeordnet werden sie in die Zeit des „zweiten Stils“, des sogenannten Architekturstils in der römischen Wandmalerei.
Der gesamte Werkzyklus der an den Wänden befindlichen Fresken stellt Szenen aus der griechischen Mythologie dar. Das eigentliche Mysterium, das dieser Villa den heutigen Namen gibt, bleibt dem Betrachter jedoch zunächst verborgen und befindet sich in einem Raum. Die Deutung der Wandmalerei ist sehr schwierig. Eine Meinung ist, dass in den Bildern ein Einführungsritus in die Mysterien des Dionysos-Kultes dargestellt wird. Der Dionysoskult gehörte zu den bekanntesten Mysterienkulten. 
So findet man demgemäß auch Satyrn bzw. Silene und Bacchantinnen, die als äußere Attribute auf den Dionysos-Kult hinweisen. Das Ende dieses Zyklus ist ein Dionysos, der aus einer Muschel trinkt. Eine der ihn umgebenden Figuren hält über sein Haupt eine Maske, mit der das eigentliche Mysterium angedeutet wird. An der Oberkante der großen Bilder findet sich ein in allen Räumen der Villa streng durchgezogener Doppelmäander. Der Hintergrund der Wände mit den mythologischen Szenen ist in Zinnober ausgeführt. Über dem Doppelmäander liegt noch ein Streifen, der ebenfalls mit Bildschmuck ausgemalt ist. 
Einige Bilder der Villa zeigen aber auch sogenannte Scheinarchitektur wie z. B. Säulen, Scheinmauerwerk und Ähnliches, sowie Ausblicke auf illusionistische Landschaften, womit sie zugleich typische Elemente des sogenannten „zweiten Stils“ aufweist. Scheinarchitektur oder auch illusionistische Architektur meint architektonische Elemente, die in der Malerei vorkommen, jedoch in der realen Architektur nicht vorkommen können, weil schon allein die Baustatik die reale Ausführung verhindert. Es ist in der Malerei eher ein spielerischer Umgang mit den Architekturelementen. An eine reale Wiedergabe von Architektur wird hierbei nicht gedacht.
Das Laconicum (Schwitzbad) der Villa überwölbt eine kleine Kuppel, deren Mauerschale aus römischem Beton besteht.

Vollständige Abbildung des namensgebenden Freskos
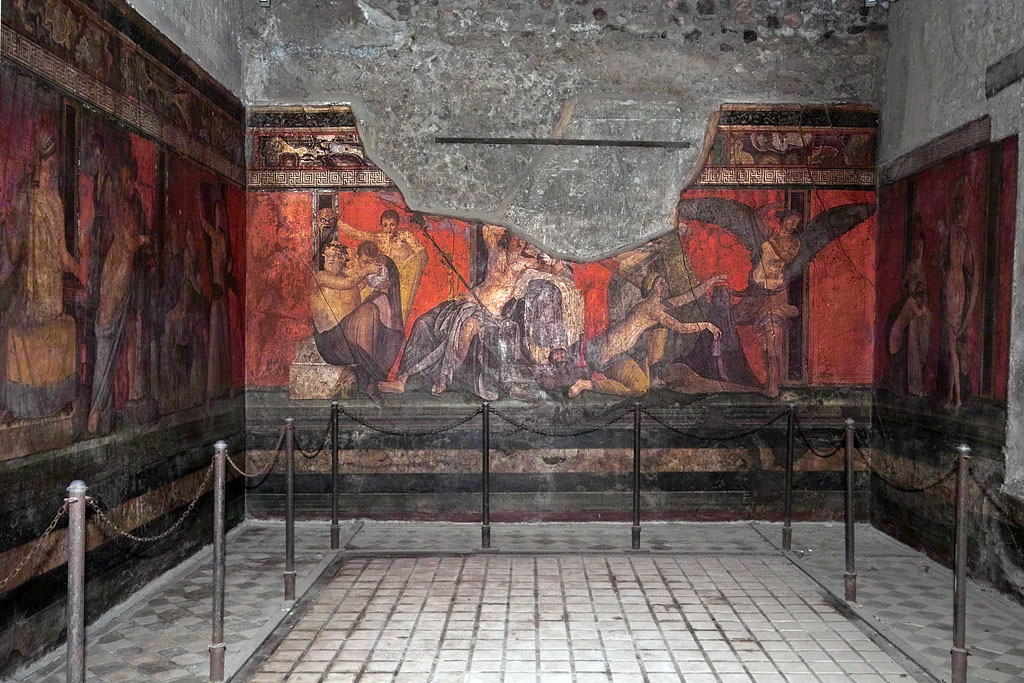
Fresken der Villa dei Misteri
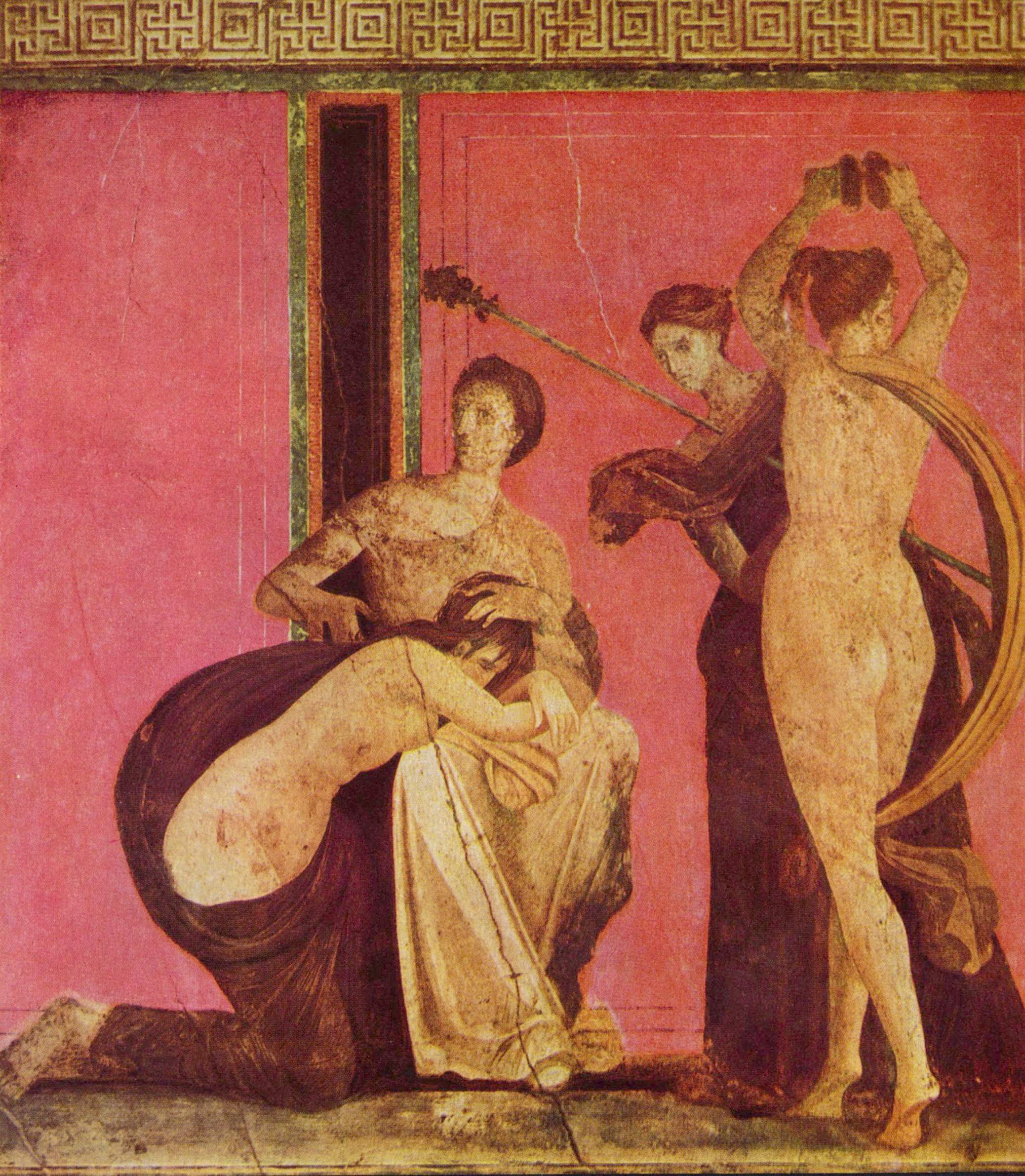
Dionysischer Fries mit gegeißeltem Mädchen und Bacchantin
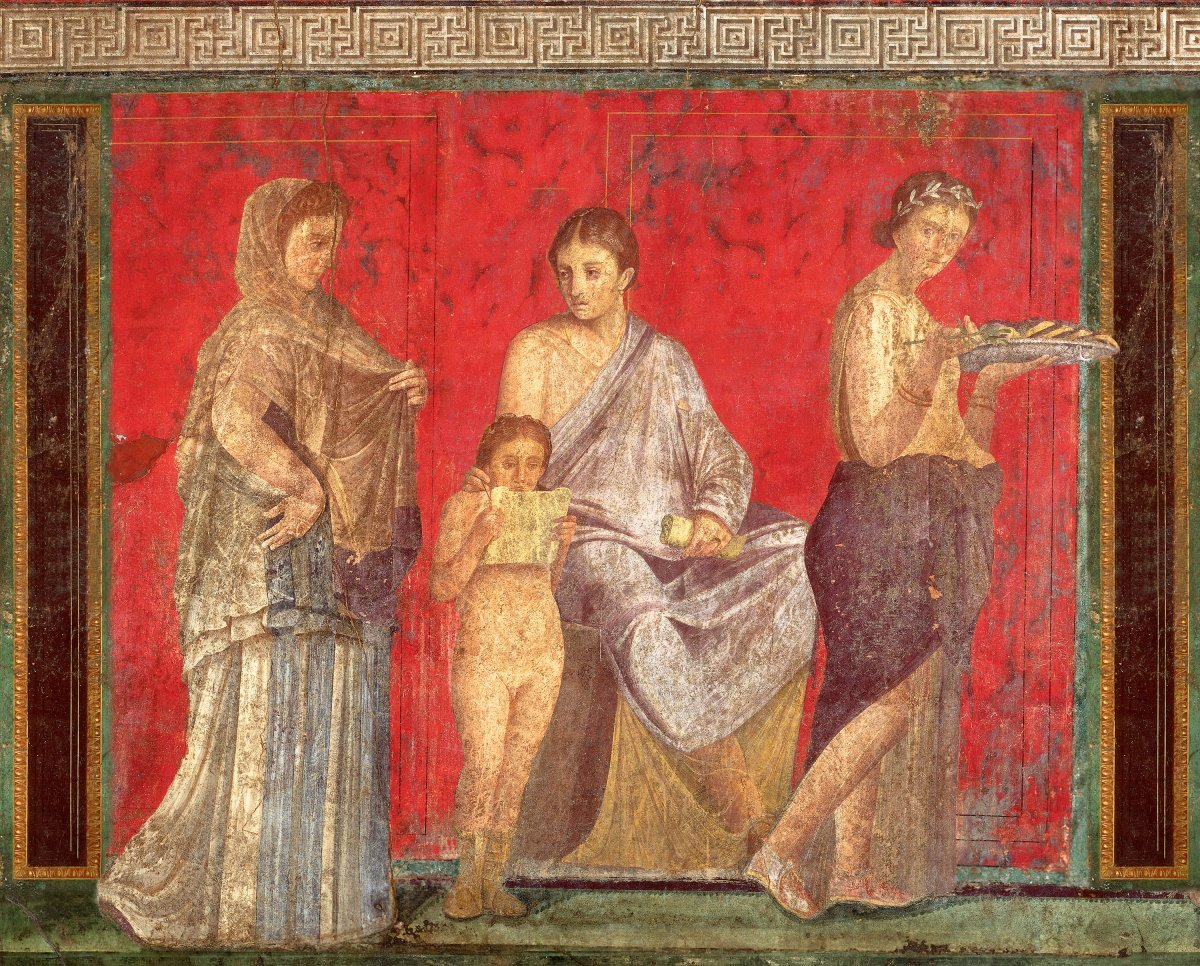
Verlesung des Rituals der Brautmysterien